# Farsetia
Farsetia là một chi thực vật có hoa thuộc họ Brassicaceae. 
Chi này có các loài sau:
- Farsetia aegyptia Turra
- Farsetia cornus-africani Jonsell
- Farsetia divaricata Jonsell
- Farsetia ellenbeckii Engl.
- Farsetia emarginata Jonsell
- Farsetia fruticans Jonsell & Thulin
- Farsetia inconspicua A.G.Mill.
- Farsetia longisiliqua Decne.
- Farsetia longistyla Baker
- Farsetia nummularia Jonsell
- Farsetia occidentalis B.L.Burtt
- Farsetia pedicellata Jonsell
- Farsetia robecchiana Engl.
- Farsetia socotrana B.L.Burtt
- Farsetia somalensis (Pax) Engl. ex Gilg & Gilg-Ben.
- Farsetia spinulosa Jonsell
- Farsetia stenoptera Hochst.
- Farsetia stylosa R.Br.
- Farsetia tenuisiliqua Jonsell
- Farsetia undulicarpa Jonsell